# Canon EOS-1D Mark III
1D Mark II 1D Mark IV
Le Canon EOS-1D Mark III est un appareil photographique reflex numérique professionnel fabriqué par Canon.

## Caractéristiques

### Système optique
- Monture EF à objectifs interchangeables EF, sauf EF-S
- Viseur : Couverture image 100 %, grossissement 0,76 ×, correcteur dioptrique intégré de - 3 à + 1D, volet oculaire intégré, dix verres de visée interchangeables
- Obturateur : Carbone et super-duralumin. De 30 secondes à 1/8000 s + pose B, synchro flash 1/300 (avec Speedlite EX) et synchro 1/60, pour la photographie de studio.
- Capteur : CMOS avec filtre couleur primaire (RVB) de 28,1 × 18,7 mm, unité auto-nettoyante sur filtre IR
- Sensibilité : De 100 à 3 200 ISO, de 50 à 6 400 ISO avec fonction personnalisée
- Définition : 10,7 mégapixels (10,1 effectifs)
- Taille pixels : 7,2 × 7,2 μm
- Ratio image : 3:2
- Coefficient de conversion des focales : 1,3×

### Système de prise de vue
- Autofocus : TTL-AREA-SIR avec capteur CMOS dédié ; 19 collimateurs en croix + 26 points AF d’aide à la mise au point activés automatiquement ou sélectionnables individuellement en manuel. Mémorisation possible d'un seul collimateur. Mode One-shot et Servo Ai prédictif. Plage de mise au point de -1 à 18 IL pour 100 ISO
- Mesure lumière : Mesure TTL 63 zones SPC, évaluative couplée aux collimateurs AF, sélective 13,5 %, Spot centrée 3,8 %, Spot 3,8 % couplée aux collimateurs AF, Multispot sur 8 points, Intégrale à prédominance centrale, correction d’exposition ± 3 IL par 1/3 ou 1/2 de valeur, mémorisation d’exposition
- Balance des blancs : Automatique avec capteur CMOS + six modes et cinq modes personnalisés, neuf niveaux de corrections de la balance des blancs : bleu/ambre et neuf magenta/vert, Bracketing auto ± 3 IL par 1/3 ou 1 valeur. Réglage manuel de la température de couleur de 2 500 K à 10 000 K

### Gestion d'images
- Processeur d'images : 2 × DIGIC III
- Matrice couleur : Deux types d’espaces couleur : sRVB et Adobe RGB, six préréglages de styles d’image et trois réglages utilisateurs
- Modes : Programme décalable, Tv, Av, Manuel, bracketing auto ± 3 IL par 1/3 de valeur, contrôle de profondeur de champ, mode noir & blanc (via styles d’image)
- Motorisation : Vue par vue, Mode L: 3 images (paramétrable de 1 à 9 images par seconde), Mode H: 10 images par seconde jusqu'à 110 vues en JPEG large et 30 en RAW en séquences (mode rafale), mode silence, retardateur 10 secondes/2 secondes
- Mesure flash : E-TTL II compatible Speedlite EX, correction d'exposition ± 3 IL par 1/3, 1/2 de valeur, bracketing au flash, prise synchro flash, réglage flash et fonctions CF pilotées par le boîtier EOS-1D Mark III
- Affichage : Écran LCD 3" 230 000 pixels avec sept niveaux de luminosité via menu, mode de visée directe et grille ratio d’aspect, grossissement de l’image en lecture de 1,5x à 10x, rotation automatique et manuelle de l’image, histogramme luminance, histogramme RVB
- Enregistrement : Carte CompactFlash type I, II, SD, SDHC, (support externe via WFT-E2), formats d'enregistrement : JPEG, RAW, sRAW, RAW+ JPEG, sRAW + JPG (Enregistrés individuellement sur carte CF et SD)
  - Modes d'enregistrement :

RAW (3 888 × 2 592) 13 Mo,
Large (3 888 × 2 592) 3,5 Mo,
Medium 1 (3 456 × 2 304) 2,8 Mo,
Medium 2 (2 816 × 1 880) 2,1 Mo,
Small (1 936 × 1 288) 1,2 Mo
sRaw (1 936 × 1 288) 7,6 Mo
Enregistrement sonore via micro intégré en fichier WAVE de 30 secondes maximum par image, possibilité de nommer un fichier d’image, réduction du bruit pour les pauses longues : Auto, On, Off

### Boîtier
- Finition : Capot, façade et châssis en alliage magnésium
- Étanchéité :  Étanche à la poussière et à l’eau via joints et cloison de silicone
- Alimentation : Batterie LP-E4 2 200 vues à 23 °C et 1 700 vues à 0 °C
- Dimensions : 156 × 156,6 × 80 mm
- Poids :  1 155 g (sans alimentation)

### Autres
- Connexion : USB 2 Haute Vitesse (PTP), Vidéo (PAL/NTSC), Prise 15 broches pour accessoires
- Impression : Compatible Direct print, DCF 2.0, Exif print version 2.21 et DPOF version 1.1, PictBridge
- Ergonomie : 57 fonctions de personnalisation du boîtier, enregistrement automatique des données de prise de vue, mise sous tension de l’appareil en 0,2 seconde